# Korneuburg (distrikt)
Korneuburg är ett distrikt i det österrikiska förbundslandet Niederösterreich. Det består av följande städer, köpingar och kommuner:

Kommunerna i distriktet Korneuburg

Städer
- Gerasdorf bei Wien
- Korneuburg
- Stockerau

Köpingar

- Bisamberg
- Ernstbrunn
- Großmugl
- Großrußbach
- Hagenbrunn
- Harmannsdorf
- Hausleiten
- Langenzersdorf
- Leobendorf
- Niederhollabrunn
- Sierndorf
- Spillern
- Stetteldorf am Wagram

Landskommuner
- Enzersfeld im Weinviertel
- Leitzersdorf
- Rußbach
- Stetten